# Liste deutscher Registergerichte
Die Liste deutscher Registergerichte dient der Aufnahme sämtlicher gegenwärtiger Standorte staatlicher Amtsgerichte mit Registergericht in der Bundesrepublik Deutschland. Diese Liste ist gegliedert nach Bundesländern kategorisiert und alphabetisch sortiert.

## Bundesländer

### Baden-Württemberg
- Amtsgericht Freiburg
- Amtsgericht Mannheim
- Amtsgericht Stuttgart
- Amtsgericht Ulm

### Bayern
- Amtsgericht Amberg
- Amtsgericht Ansbach
- Amtsgericht Aschaffenburg
- Amtsgericht Augsburg
- Amtsgericht Bamberg
- Amtsgericht Bayreuth
- Amtsgericht Coburg
- Amtsgericht Deggendorf
- Amtsgericht Fürth (Bayern)
- Amtsgericht Hof
- Amtsgericht Ingolstadt
- Amtsgericht Kempten
- Amtsgericht Landshut
- Amtsgericht Memmingen
- Amtsgericht München
- Amtsgericht Nürnberg
- Amtsgericht Passau
- Amtsgericht Regensburg
- Amtsgericht Schweinfurt
- Amtsgericht Straubing
- Amtsgericht Traunstein
- Amtsgericht Würzburg[1]

### Berlin
- Amtsgericht Berlin-Charlottenburg

### Brandenburg
- Amtsgericht Cottbus
- Amtsgericht Frankfurt (Oder)
- Amtsgericht Neuruppin
- Amtsgericht Potsdam

### Bremen
- Amtsgericht Bremen

### Hamburg
- Amtsgericht Hamburg

### Hessen
- Amtsgericht Bad Hersfeld
- Amtsgericht Bad Homburg v. d. Höhe
- Amtsgericht Darmstadt
- Amtsgericht Eschwege
- Amtsgericht Frankfurt am Main
- Amtsgericht Friedberg (Hessen)
- Amtsgericht Fritzlar
- Amtsgericht Fulda
- Amtsgericht Gießen
- Amtsgericht Hanau
- Amtsgericht Kassel
- Amtsgericht Königstein
- Amtsgericht Korbach
- Amtsgericht Limburg
- Amtsgericht Marburg
- Amtsgericht Offenbach am Main
- Amtsgericht Wetzlar
- Amtsgericht Wiesbaden

### Mecklenburg-Vorpommern
- Amtsgericht Neubrandenburg
- Amtsgericht Rostock
- Amtsgericht Schwerin
- Amtsgericht Stralsund

### Niedersachsen
- Amtsgericht Aurich
- Amtsgericht Braunschweig
- Amtsgericht Göttingen
- Amtsgericht Hannover
- Amtsgericht Hildesheim
- Amtsgericht Lüneburg
- Amtsgericht Oldenburg
- Amtsgericht Osnabrück
- Amtsgericht Stadthagen
- Amtsgericht Tostedt
- Amtsgericht Walsrode

### Nordrhein-Westfalen
- Amtsgericht Aachen
- Amtsgericht Arnsberg
- Amtsgericht Bad Oeynhausen
- Amtsgericht Bielefeld
- Amtsgericht Bochum
- Amtsgericht Bonn
- Amtsgericht Coesfeld
- Amtsgericht Dortmund
- Amtsgericht Düren
- Amtsgericht Düsseldorf
- Amtsgericht Duisburg
- Amtsgericht Essen
- Amtsgericht Gelsenkirchen
- Amtsgericht Gütersloh
- Amtsgericht Hagen
- Amtsgericht Hamm
- Amtsgericht Iserlohn
- Amtsgericht Kleve
- Amtsgericht Köln
- Amtsgericht Krefeld
- Amtsgericht Lemgo
- Amtsgericht Mönchengladbach
- Amtsgericht Münster
- Amtsgericht Neuss
- Amtsgericht Paderborn
- Amtsgericht Recklinghausen
- Amtsgericht Siegburg
- Amtsgericht Siegen
- Amtsgericht Steinfurt
- Amtsgericht Wuppertal

### Rheinland-Pfalz
- Amtsgericht Bad Kreuznach
- Amtsgericht Kaiserslautern
- Amtsgericht Koblenz
- Amtsgericht Landau in der Pfalz
- Amtsgericht Ludwigshafen am Rhein
- Amtsgericht Mainz
- Amtsgericht Montabaur
- Amtsgericht Wittlich
- Amtsgericht Zweibrücken

### Saarland
- Amtsgericht Saarbrücken

### Sachsen
- Amtsgericht Chemnitz
- Amtsgericht Dresden
- Amtsgericht Leipzig

### Sachsen-Anhalt
- Amtsgericht Stendal

### Schleswig-Holstein
- Amtsgericht Flensburg
- Amtsgericht Kiel
- Amtsgericht Lübeck
- Amtsgericht Pinneberg

### Thüringen
- Amtsgericht Jena